# Nicolas Cazalé

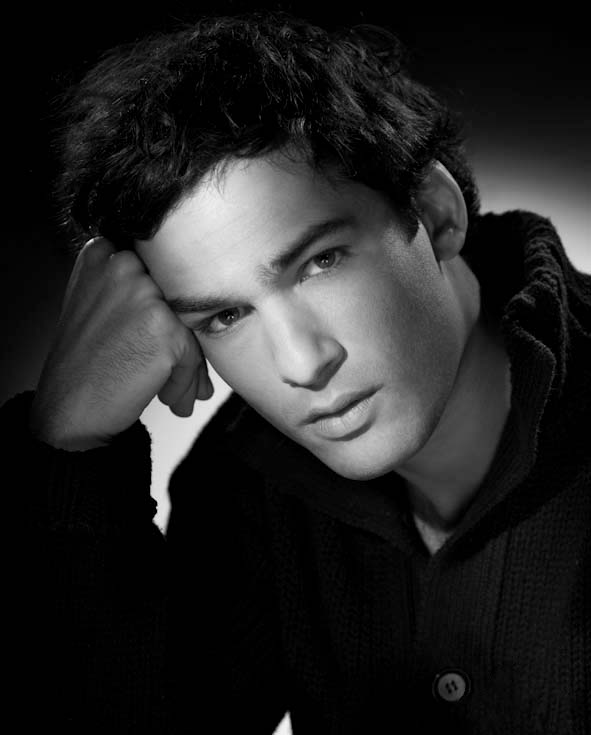
Nicolas Cazalé

Nicolas Cazalé (* 24. April 1977 in Pau) ist ein französischer Film- und Fernsehschauspieler.

## Karriere
In seiner Jugend war Nicolas Cazalé sportlich aktiv und begann ein Philosophiestudium. Im Alter von 18 Jahren entschied er sich nach der Mitwirkung in einem Theaterstück, Schauspieler zu werden. Daraufhin besuchte er für kurze Zeit die Pariser Schauspielschule Cours Florent, verließ sie aber bald wieder, um die Welt zu bereisen. Im Jahr 2000 wurde ihm die Rolle des Antonio in der französischen Fernsehshow Louis Page – Les gens du voyage angeboten.
In seinem ersten größeren Fernsehpart verkörperte Cazalé in einer Fernsehadaption von Robinson Crusoe mit Pierre Richard in der Titelrolle eindrucksvoll die Figur Freitag.
Im Jahr darauf war er in Gaël Morels Film Brüderliebe zu sehen. Darin spielte er in der rauen Landschaft von Annecy neben Stéphane Rideau und Salim Kechiouche einen von drei Brüdern aus der Arbeiterschicht. Die drei jungen Männer leben bei ihrem Vater (die Mutter ist gestorben) und kämpfen auf unterschiedliche Weise und mit unterschiedlichem Erfolg mit dem Erwachsenwerden.
Bekannt geworden ist Cazalé vor allem mit dem Film Die große Reise, in dem er Réda, einen jungen Franzosen marokkanischer Abstammung spielt, der mitten im Abiturstress seinen Vater auf dessen Pilgerreise von Aix-en-Provence bis nach Mekka chauffieren muss. Regisseur Ismaël Ferroukhi erhielt dafür 2004 bei den Internationalen Filmfestspielen von Venedig den Preis für den besten Debütfilm und Nicolas Cazalé beim Newport International Film Festival 2005 den Preis der Jury als bester Darsteller. Seither haben sich die Filmangebote für ihn vervielfacht.
2005 spielte er in der Komödie Saint-Jacques… Pilgern auf Französisch den jungen Saïd, einen Franzosen arabischer Herkunft, der nur der Liebe wegen nach Santiago de Compostela wandert.
In Caótica Ana von Regisseur Julio Medem verkörperte er 2007 den Liebhaber von Schauspielerin Manuela Vellés und im gleichen Jahr in Régis Wargniers Fred-Vargas-Verfilmung Saat des Todes den undurchsichtigen jungen Damas.
In Der fliegende Händler vertritt er in der Rolle des Antoine in der südfranzösischen Provinz zunächst widerwillig seinen nach einem Herzinfarkt im Spital liegenden Vater in dessen rollendem Tante-Emma-Laden. Allmählich aber findet Antoine zusammen mit seiner besten Freundin Claire (Clotilde Hesme) das Land seiner Kindheit wieder und in Claire vielleicht auch die Liebe. Die Figur des Antoine brachte ihm 2008 eine Nominierung für den César als bester Nachwuchsdarsteller ein. Außerdem wurde er 2008 bei der Berlinale als französischer Shooting Star geehrt, ein Preis für junge aufstrebende Filmschauspieler.
In Steve Suissas Biografie Mensch spielte er den Part des jüdischen Boxers Sam Hazak.
2006 wurde Nicolas Cazalé Nachfolger des Schauspielers Samuel Le Bihan in Kampagnen auf Plakaten und in Katalogen als Cover-Model des französischen Modelabels Chevignon.
Seit April 2013 ist er Model für die Marke Sport Extrême von Kenzo, für die er bereits in einem früheren Spot geworben hat.

## Privates
Cazalés Großmutter stammt aus Algerien, er selbst wurde römisch-katholisch getauft. Neben Französisch spricht er etwas Arabisch und fließend Spanisch. Sein Name bedeutet im Béarnaiser Dialekt seiner Geburtsregion „kleiner Garten“. Er ist ein großer Bewunderer des Malers Jean-Michel Basquiat.
2009 wurde Cazalé Vater eines Jungen.

## Filmografie (Auswahl)
- 2001: Bella Ciao – Regie: Stéphane Giusti
- 2003: Les Chemins de l'Oued – Regie: Gaël Morel
- 2004: Brüderliebe (Le Clan) – Regie: Gaël Morel
- 2004: Die große Reise (Le grand voyage) – Regie: Ismaël Ferroukhi
- 2005: Saint-Jacques… Pilgern auf Französisch (Saint-Jacques… La Mecque) – Regie: Coline Serreau
- 2007: Fred Vargas – Fliehe weit und schnell (Pars vite et reviens tard) – Regie: Régis Wargnier
- 2007: Der fliegende Händler (Le fils de l'épicier) – Regie: Éric Guirado
- 2007: In der Glut der Sonne – Regie: Gilles Paquet-Brenner
- 2007: Caótica Ana – Regie: Julio Medem
- 2009: Mensch – Regie: Steve Suissa
- 2009: Victor Young Perez – Regie: Steve Suissa
- 2010: Stretch – Regie: Charles de Meaux
- 2014: Géographie du cœur malchanceux (Geography of the Heart) – Regie: David Allain und Alexandra Billington
- 2020: Freudenmädchen (Filles de joie) – Regie: Frédéric Fonteyne, Anne Paulicevich
- 2022: Overdose

## Fernsehen
- 2000: Louis Page – Les gens du voyage, von Jean Nainchrik
- 2001: Récidive von Alain Krief
- 2001: Julie Lescaut (Fernsehserie, 1 Folge)
- 2002: Fabio Montale – Total Khéops, von José Pinheiro
- 2002: Les P'tits Lucas, von Dominique Ladoge
- 2003: L'Amour dangereux ou Trop plein d'amour, von Steve Suissa
- 2003: Robinson Crusoe, TV-Zweiteiler von Thierry Chabert
- 2004: La Vie Dehors, von Jean-Pierre Vergne
- 2009: Conte de la frustration, von Didier D. Daarwin und Akhenaton
- 2011: 1, 2, 3, voleurs, von Gilles Mimouni
- 2014: Nordkurve (Virage Nord), von Virginie Sauveur
- 2018: Fiertés – Mut zur Liebe, von Philippe Faucon
- 2018: Büro der Legenden (Le Bureau des légendes, Fernsehserie, 1 Folge)